# Kaihikapuakakuhihewa
Kaihikapuakakuhihewa [Kaihikapuakakuhiheva] bio je havajski poglavica, princ otoka Oahua.

## Biografija
Kaihikapuakakuhihewa je bio drugi sin kralja Kakuhihewe te unuk Kaihikapuamanuije. Njegovo ime znači "Kaihikapu, sin Kakuhihewe".
Njegova je majka bila Kahaiaonuiakauailana, kći Napulanahumahikija.
Nakon što je Kakuhihewa umro, naslijedio ga je sin Kānekapuakakuhihewa, a Kaihikapuakakuhihewa je imao dvor u Ewi.
Oženio je Ipuwai-a-Hoalani, kćer poglavice Hoalanija i njegove žene Kauakamakaohue. Dobio je kćer Kauakahikuaanaauakane preko koje je bio predak kraljice Kalanikauleleiaiwi i kralja Alapaija Velikog.